# 市川健太
市川 健太（いちかわ けんた、1962年9月27日 - ）は日本の財務官僚。東京国税局長などを歴任。

## 来歴
東京大学法学部卒業。1985年 大蔵省入省。主計局総務課配属。1986年 主計局主計企画官（調整担当）付。1990年7月 関税局国際機関課長補佐。1992年7月 いわき税務署長。国際金融局調査課長補佐（総括・企画）、金融庁監督局総務課金融会社室長などを経て、2007年7月13日 財務省理財局国有財産調整課長。2008年7月4日 主計局主計官（防衛担当）。2011年8月12日 大臣官房付。同年8月22日 国際局為替市場課長。2012年7月13日 大臣官房付。同年8月1日 大臣官房総合政策課長。2013年6月28日 大臣官房付兼内閣官房内閣官房副長官補（内政担当）付内閣審議官兼内閣官房行政改革推進本部事務局次長兼内閣府大臣官房行政改革関係組織検討準備室次長。2015年3月 大臣官房付兼内閣官房内閣官房副長官補（内政担当）付内閣審議官兼内閣官房行政改革推進本部事務局次長。同年7月7日 大臣官房審議官（理財局担当）。2017年7月7日 理財局次長（理財担当）。2018年6月20日 日本政策金融公庫代表取締役専務取締役。2021年6月24日 大臣官房付。同年7月8日 東京国税局長。2022年6月23日、同年6月中に職員らの不祥事が相次ぎ、監督責任を問われ厳重注意処分を受ける。2022年6月28日 大臣官房付、退官。同年東京海上日動火災保険顧問。2024年日本銀行監事。